# Northrop Grumman B-21 Raider
Northrop Grumman B-21 Raider – amerykański samolot bombowy i rozpoznawczy o obniżonej wykrywalności produkowany przez Northrop Grumman dla sił powietrznych Stanów Zjednoczonych w ramach programu Long Range Strike Bomber (LRS-B). W myśl założeń B-21 zdolny ma być do przenoszenia zarówno broni konwencjonalnej, jak i ładunków jądrowych, a także prowadzenia misji rozpoznawczych. Nowy samolot ma zastąpić w lotnictwie strategicznym USA bombowce starszych typów B-52 i B-1B, których wycofanie ze służby operacyjnej planowane jest na lata 40. XXI wieku. Oznaczenie B-21 odzwierciedla fakt, że będzie to pierwszy samolot bombowy XXI wieku.
O kontrakt na opracowanie i budowę samolotu ubiegały się Northrop Grumman oraz konsorcjum przedsiębiorstw Boeing–Lockheed Martin; konkurs rozstrzygnięto w październiku 2015 roku. Przegrana strona złożyła wkrótce protest do Government Accountability Office, który oddalono w lutym 2016 roku. We wrześniu tego samego roku B-21 otrzymał nazwę Raider nawiązującą do Rajdu Doolittle’a. Samolot zaprezentowano 2 grudnia 2022, a oblatano w 2023 roku.
Wstępnie planowana jest budowa stu egzemplarzy B-21. Szacowany koszt jednego bombowca wynosi około 730 mln USD, zaś według Bloomberga koszt prac nad samolotem zmieścił się w pierwotnie planowanym budżecie 25 mld USD. Rozważana jest koncepcja konwersji Raidera z maszyny wyłącznie załogowej na opcjonalnie pilotowaną.
23 stycznia 2024 B-21 wszedł do produkcji początkowej (Low-Rate Initial Production – LRIP), z sześcioma pierwszymi samolotami znajdującymi się na różnych etapach produkcji. Nowy samolot napędzany jest prawdopodobnie dwoma opracowanymi przez Pratt & Whitney dla samolotu wielozadaniowego F-35 Lightning II silnikami F135